# Štúrovo
Štúrovo (mađ. Párkány, njem. Gockern) je grad u Nitranskom kraju u južnoj Slovačkoj na Dunavu. Grad upravno pripada Okrugu Nové Zámky. 

## Povijest
Grad je bio naseljen već u pretpovijesno doba, zahvaljujući svome povoljnom položaju. Prvi pisani zapis o Štúrovo je iz 1075. godine pod imenom Kakath. U 16. stoljeću nakon što su Turci osvojili Budu 1541. godine, grad je zajedno s Esztergom, došao pod tursku vlast. 
Za vrijeme vladavine Marije Terezije, grad je dobio prava i postao okružni grad.
Godine 1850. tadašnji grad Párkány dobiva željezničku postaju na pruzi Bratislava Budimpešta. Godine 1895. otvoren je most Mária Valéria na Dunavu.
Nakon Prvoga svjetskoga rata grad postaje dio Čehoslovačke. Godine 1938. ponovo postaje dio Mađarske kao rezultat Prve bečke arbitraže. Sovjetske trupe bile su u gradu 1944./1945. godine. Most Mária Valerije je bio uništen po drugi put (prvi put u 1920.) po povlačenju njemačkih snaga.
Nakon Drugog svjetskog rata, grad se počeo industrijalizirati. Most Mária Valeria otvoren je po treći puta 2001. godine.

## Stanovništvo
| Godina:     | 1993.  | 2003.    | 2013.   | 2023.    |
| ----------- | ------ | -------- | ------- | -------- |
| Broj ljudi: | 13 569 | 11 410   | 10 666  | 9361     |
| Razlika:    |        | -15,91 % | -6,52 % | -12,23 % |

| Godina:     | 2022. | 2023.   |
| ----------- | ----- | ------- |
| Broj ljudi: | 9440  | 9361    |
| Razlika:    |       | -0,83 % |

Prema popisu stanovništva iz 2001. godine grad je imao 11.708 stanovnika.
Prema vjeroispovijesti u gradu živi najviše rimokatolika koji čine 77,18% stanovništva.

### Etnički sastav
- Slovaci - 28,1%
- Česi - 1,17 %
- Mađari - 68,7%
- Romi - 0,34%

## Gradovi prijatelji
- Esztergom, Mađarska
- Castellarano, Italija
- Klobuck, Poljska
- Baraolt, Rumunjska
- Bruntál, Češka
- Novi Bečej, Srbija

## Vanjske poveznice
- Službena stranica grada

### Ostali projekti
|  | Zajednički poslužitelj ima još gradiva o temi Štúrovo |